# Пустињак (тарот карта)
Пустињак (IX) је девети адут или карта Велике Аркане у већини традиционалних тарот шпилова. Користи се у игрању игара као и у прорицању.

## Опис
Верзија картице Рајдер-Вејт приказује старца, који стоји на планинском врху, у једној руци носи штап, а у другој упаљени фењер са шестокраком звездом. У позадини је планински венац.
Према Едену Греју, његов фењер је светиљка истине, која служи да води незналице, његов патријархални штап му помаже да се креће уским стазама док тражи просветљење, а његов огртач представља облик дискреције.

## Тумачење
Према књизи А. Е. Вејта из 1910. Сликовни кључ тарота, карта пустињака носи неколико прорицатељских асоцијација: 
9. ПУСТИЊАК. Разборитост, обазривост; такође и нарочито издаја, прикривање, подвала, корупција. Обратно: Прикривање, прерушавање, страх од политике, неразуман опрез.
Обично се сматра да картица означава аспекте лечења/опоравка, посебно оне које се дешавају током времена. У том погледу, Пустињак се понекад сматра зрелијом и мудријом верзијом Мага. Као такве, обе карте представљају астролошки знак Девице. Пустињак је „повлачење из догађаја и односа у интроспекцију и прикупљање снаге“. Тражење унутрашњег гласа или позивање на визију изнутра. Потреба за разумевањем и саветом, или мудра особа која ће понудити свеобухватно вођство. Карта личног искуства и промишљене умерености.